# Смолник (округ Ґелниця)
Смо́лник (словац. Smolník, угор. Szomolnok) — село, громада в окрузі Ґелниця, Кошицький край, Словаччина. Кадастрова площа громади — 68,97 км². Населення — 1027 осіб (за оцінкою на 31 грудня 2017 р.).
Перша згадка 1243 року.

## Географія
Протікає річка Смолник.

## Населення
| Рік:            | 1994. | 2004.   | 2014.    | 2024.    |
| --------------- | ----- | ------- | -------- | -------- |
| Кількість осіб: | 1264  | 1278    | 1064     | 944      |
| Різниця:        |       | +1,10 % | -16,74 % | -11,27 % |

| Рік:            | 2023. | 2024.   |
| --------------- | ----- | ------- |
| Кількість осіб: | 954   | 944     |
| Різниця:        |       | -1,04 % |